# Daniel Ruiz (ganadería)
La ganadería de Daniel Ruiz (denominada oficialmente D. Daniel Ruiz Yagüe) es una ganadería brava española fundada en 1986 por quien fuera su propietario y ganadero, Daniel Ruiz Yagüe, fallecido el 18 de marzo de 2023. Las reses pastan en la finca “Cortijo del Campo”, situada en el término municipal de Alcaraz, en la provincia de Albacete; está inscrita en la Unión de Criadores de Toros de Lidia.
El hierro de la ganadería es el antiguo de la de Francisco Sánchez de Coquilla, antecedente de la actual y de encaste Santa Coloma.

## Origen e historia de la ganadería
En torno al año 1901, Andrés Sánchez Rodríguez forma una ganadería con reses de la de Faustino Udaeta, añadiéndole vacas del Duque de Veragua y otras de Carreros. Andrés Sánchez fallece en 1912 y se anuncia la ganadería a nombre de su hijo Francisco Sánchez de Coquilla; este agrega años después al ganado reses procedentes del Conde de Santa Coloma y del Marqués de Albaserrada, eliminando el antiguo ganado veragüeño y carrero.
Francisco Sánchez mantendrá la ganadería hasta 1934, cuando la vendió en cinco lotes; uno de ellos, que incluía el hierro de Coquilla, fue adquirido por Santiago Ubago, que lo vendió a su vez a Julio Garrido. Tras la muerte del último, sus herederos la venderán en 1976 al ganadero albaceteño Daniel Ruiz Yagüe. Luego de diez años de comprarla, Daniel elimina todo el ganado santacolomeño de Coquilla vendiéndolo a los Herederos de Julio César Bueno (actual ganadería de El Añadío), y adquiere un total de setenta vacas de Jandilla con un semental, formando de esta manera la actual ganadería con ganado puro de Juan Pedro Domecq en la línea de Jandilla. Actualmente es una de las ganaderías más activas del panorama taurino español, estando presente en importantes plazas y ferias como son Madrid y Sevilla.

### Toros célebres
- Asistente: toro negro de capa, herrado con el n.º 67 y con un peso de 498 kg, indultado por Manuel Jesús “El Cid” en la corrida de Asprona de Albacete el 8 de junio de 2014.[9][10]
- Cortesano: toro de capa negra, de 598 kg de peso y herrado con el n.º 31, indultado por El Fandi en la plaza de toros de Granada el 1 de junio de 2002.[11][12]
- Fanfarria: toro negro de capa, de 479 kg de peso y herrado con el n.º 23, indultado por El Juli en la plaza de toros de Valladolid el 9 de septiembre de 2017. Fue el primer toro indultado en la capital castellano-leonesa desde 1906.[13][14][15]
- Juguetón: indultado por Enrique Ponce en Ciudad Real el 20 de agosto de 2017.[16][17]

## Características
Como se ha destacado anteriormente, la ganadería está conformada con reses Juan Pedro Domecq en la línea de Jandilla. Atienden en sus características zootécnicas a las que recoge como propias de este encaste el Ministerio del Interior:
- Toros elipométricos y eumétricos, más brevilíneos con perfiles rectos o subconvexos, con una línea dorso-lumbar recta o ligeramente ensillada; y la grupa, con frecuencia, angulosa y poco desarrollada y las extremidades cortas, sobre todo las manos, de radios óseos finos.
- Bajos de agujas, finos de piel y de proporciones armónicas, bien encornados, con desarrollo medio, y astifinos, pudiendo presentar encornaduras en gancho. El cuello es largo y descolgado, el morrillo bien desarrollado y la papada tiene un grado de desarrollo discreto.
- Sus pintas son negras, coloradas, castañas, tostadas y, ocasionalmente, jaboneras y ensabanadas, estas últimas por influencia de la casta Vazqueña. Entre los accidentales destaca la presencia del listón, chorreado, jirón, salpicado, burraco, gargantillo, ojo de perdiz, bociblanco y albardado, entre otros.

## Premios y reconocimientos
- 2012: Premio a la mejor corrida de la Feria de Ciudad Real 2012, otorgado por el Colegio Oficial de Veterinarios de la ciudad.[19]
- 2013: Premio al Mejor toro de la feria de San Julián de Cuenca por Alcahuete, otorgado por el Colegio Oficial de Veterinarios de la capital conquense.[20]
- 2014: Premio “Samueles” al toro más bravo de la feria de Albacete 2013 por Morisquito, lidiado por El Juli el 10 de septiembre de 2013.[21][22]
- 2017: Trofeo taurino del Colegio de Veterinarios de Valladolid por el toro Fanfarria, indultado por El Juli el 9 de septiembre de 2017.[23][24]